# Championnat d'Amérique du Sud de rugby à XV 2015
Navigation
Championnat 2014 Championnat 2016
Le Championnat d'Amérique du Sud de rugby à XV 2015 est une compétition de rugby à XV organisée par la Confederación sudamericana de rugby. La 37e édition se déroule du 11 avril au 9 mai 2015.

## Équipes participantes
| Division A - Brésil - Chili - Uruguay - Paraguay | Division B - Colombie - Équateur - Pérou - Venezuela | Division C - Costa Rica - Guatemala - Salvador - Panama |

## Division A

### Format
Le Brésil, le Chili, le Paraguay et l'Uruguay disputent des matchs sous la forme d'un tournoi. L'Uruguay et la Paraguay se qualifient pour la Sudamérica Rugby Cup 2016.

### Classement
| Rang | Nation   | J | V | N | D | Pm  | Pe  | Diff | Pts |
| ---- | -------- | - | - | - | - | --- | --- | ---- | --- |
| 1    | Chili    | 3 | 3 | 0 | 0 | 97  | 43  | +54  | 9   |
| 2    | Uruguay  | 3 | 2 | 0 | 1 | 140 | 42  | +98  | 6   |
| 3    | Paraguay | 3 | 1 | 0 | 2 | 48  | 123 | -75  | 3   |
| 4    | Brésil   | 3 | 0 | 0 | 3 | 23  | 100 | -77  | 0   |

|  | Qualifiés pour la Consur Cup 2016 (no 1, no 2).    |
|  | Barrage contre le vainqueur de la Consur B (no 4). |

### Résultats
| 11 avril 2015 | Uruguay | 77 – 3 | Paraguay | Estadio Charrúa, Montevideo |
| 11 avril 2015 |         |        |          | Estadio Charrúa, Montevideo |
| 11 avril 2015 |         |        |          | Estadio Charrúa, Montevideo |

| 18 avril 2015 | Uruguay | 48 – 9 | Brésil | Estadio Charrúa, Montevideo |
| 18 avril 2015 |         |        |        | Estadio Charrúa, Montevideo |
| 18 avril 2015 |         |        |        | Estadio Charrúa, Montevideo |

| 25 avril 2015 | Chili | 32 - 3 | Brésil | Parque Mahuida, Santiago |
| 25 avril 2015 |       |        |        | Parque Mahuida, Santiago |
| 25 avril 2015 |       |        |        | Parque Mahuida, Santiago |

| 3 mai 2015 | Paraguay | 25 – 35 | Chili | Parque Olímpico, Asuncion |
| 3 mai 2015 |          |         |       | Parque Olímpico, Asuncion |
| 3 mai 2015 |          |         |       | Parque Olímpico, Asuncion |

| 9 mai 2015 | Chili | 30 – 15 | Uruguay | Parque Mahuida, Santiago |
| 9 mai 2015 |       |         |         | Parque Mahuida, Santiago |
| 9 mai 2015 |       |         |         | Parque Mahuida, Santiago |

| 9 mai 2015 | Brésil | 11 – 20 | Paraguay | Estádio das Montanhas, Bento Gonçalves |
| 9 mai 2015 |        |         |          | Estádio das Montanhas, Bento Gonçalves |
| 9 mai 2015 |        |         |          | Estádio das Montanhas, Bento Gonçalves |

### Barrage
| 12 décembre 2015 | Brésil | 44 – 0 | Colombie | São Paulo |
| 12 décembre 2015 |        |        |          | São Paulo |
| 12 décembre 2015 |        |        |          | São Paulo |

## Consur Cup

### Classement
| Rang | Nation    | J | V | N | D | Pm  | Pe  | Diff | Pts |
| ---- | --------- | - | - | - | - | --- | --- | ---- | --- |
| 1    | Argentine | 2 | 2 | 0 | 0 | 107 | 21  | +86  | 6   |
| 2    | Uruguay   | 2 | 1 | 0 | 1 | 91  | 39  | +52  | 3   |
| 3    | Paraguay  | 2 | 0 | 0 | 2 | 10  | 148 | -138 | 0   |

|  | Vainqueur (no 1). |

### Résultats
| 16 mai 2015 | Uruguay | 14 - 36 | Argentine | Estadio Charrúa, Montevideo |
| 16 mai 2015 |         |         |           | Estadio Charrúa, Montevideo |
| 16 mai 2015 |         |         |           | Estadio Charrúa, Montevideo |

| 23 mai 2015 | Paraguay | 7 - 71 | Argentine | Estadio Héroes de Curupayty, Asuncion |
| 23 mai 2015 |          |        |           | Estadio Héroes de Curupayty, Asuncion |
| 23 mai 2015 |          |        |           | Estadio Héroes de Curupayty, Asuncion |

## Division B

### Format
La Colombie, l'Équateur, le Pérou et le Venezuela disputent le tournoi du 8 novembre au 14 novembre 2015. Le premier est déclaré vainqueur.

### Classement
| Rang | Nation    | J | V | N | D | Pm  | Pe  | Diff | Pts |
| ---- | --------- | - | - | - | - | --- | --- | ---- | --- |
| 1    | Colombie  | 3 | 3 | 0 | 0 | 138 | 33  | +105 | 6   |
| 2    | Pérou     | 3 | 2 | 0 | 1 | 69  | 38  | +31  | 4   |
| 3    | Venezuela | 3 | 1 | 0 | 2 | 57  | 68  | -11  | 2   |
| 4    | Équateur  | 3 | 0 | 0 | 3 | 24  | 149 | -125 | 0   |

|  | Vainqueur et barrage contre le 4e de la Consur A (no 1). |
|  | Barrage contre le vainqueur de la Consur C (no 4).       |

### Résultats
| 8 novembre 2015 | Colombie | 77 – 13 | Équateur |  |
| 8 novembre 2015 |          |         |          |  |
| 8 novembre 2015 |          |         |          |  |

| 8 novembre 2015 | Pérou | 24 – 10 | Venezuela |  |
| 8 novembre 2015 |       |         |           |  |
| 8 novembre 2015 |       |         |           |  |

| 11 novembre 2015 | Venezuela | 5 – 33 | Colombie |  |
| 11 novembre 2015 |           |        |          |  |
| 11 novembre 2015 |           |        |          |  |

| 11 novembre 2015 | Équateur | 0 – 30 | Pérou |  |
| 11 novembre 2015 |          |        |       |  |
| 11 novembre 2015 |          |        |       |  |

| 14 novembre 2015 | Colombie | 28 - 15 | Pérou |  |
| 14 novembre 2015 |          |         |       |  |
| 14 novembre 2015 |          |         |       |  |

| 14 novembre 2015 | Équateur | 11 – 42 | Venezuela |  |
| 14 novembre 2015 |          |         |           |  |
| 14 novembre 2015 |          |         |           |  |

### Barrage
| 27 août 2016 | Équateur | 26 – 25 | Guatemala | Guayaquil |
| 27 août 2016 |          |         |           | Guayaquil |
| 27 août 2016 |          |         |           | Guayaquil |

## Division C

### Format
Le Panama, le Costa Rica, le Salvador et le Guatemala disputent le tournoi du 6 décembre au 12 décembre 2015. Le premier est déclaré vainqueur.

### Classement
| Rang | Nation     | J | V | N | D | Pm  | Pe | Diff | Pts |
| ---- | ---------- | - | - | - | - | --- | -- | ---- | --- |
| 1    | Guatemala  | 3 | 3 | 0 | 0 | 120 | 37 | +83  | 6   |
| 2    | Panama     | 3 | 2 | 0 | 1 | 56  | 83 | -27  | 4   |
| 3    | Costa Rica | 3 | 1 | 0 | 2 | 53  | 45 | +8   | 2   |
| 4    | Salvador   | 3 | 0 | 0 | 3 | 22  | 86 | -64  | 0   |

|  | Vainqueur et barrage contre le 4e de la Consur B (no 1). |

### Résultats
| 6 décembre 2015 | Costa Rica | 17 - 19 | Guatemala |  |
| 6 décembre 2015 |            |         |           |  |
| 6 décembre 2015 |            |         |           |  |

| 6 décembre 2015 | Salvador | 0 - 32 | Panama |  |
| 6 décembre 2015 |          |        |        |  |
| 6 décembre 2015 |          |        |        |  |

| 9 décembre 2015 | Salvador | 14 – 26 | Costa Rica |  |
| 9 décembre 2015 |          |         |            |  |
| 9 décembre 2015 |          |         |            |  |

| 9 décembre 2015 | Guatemala | 73 - 12 | Panama |  |
| 9 décembre 2015 |           |         |        |  |
| 9 décembre 2015 |           |         |        |  |

| 12 décembre 2015 | Salvador | 8 - 28 | Guatemala |  |
| 12 décembre 2015 |          |        |           |  |
| 12 décembre 2015 |          |        |           |  |

| 12 décembre 2015 | Costa Rica | 10 – 12 | Panama |  |
| 12 décembre 2015 |            |         |        |  |
| 12 décembre 2015 |            |         |        |  |